# Феномен Баадера-Майнгоф
Феномен Баадера-Майнгоф (англ. Baader-Meinhof phenomenon), або ілюзія частотності (англ. Frequency illusion) — феномен у психології, суть якого полягає в тому, що почувши або дізнавшись одного разу щось досі невідоме, людина дуже скоро знову натрапляє на ту ж саму інформацію, яка була в загальному доступі й до цього, проте, яка до неї не доходила або не сприймалася. І часто не один раз.
Фраза: «так дивно, я зовсім недавно про це чув», часто власне визначає наявність цього феномену.

## Походження назви
Назву «феномен Баадера-Майнгоф» це явище отримало у 1994 році, коли американська щоденна газета St. Paul Pioneer Press, що видавалася у Сент-Полі, штат Міннесота, опублікувала історію одного з читачів. У ній розповідалося про те, що знайомий відправника протягом доби двічі почув про раніше невідому йому «банду Баадера-Майнгоф» — німецьку ліворадикальну терористичну організацію «Фракції Червоної Армії», одними з лідерів якої були Андреас Баадер і Ульріка Майнгоф. Незабаром редакція газети отримала велику кількість історій від інших читачів, які опинялися в подібній ситуації, що сприяло ширшому використанню та поширенню запропонованої назви.
У 2005 році професор Стенфордського університету Арнольд Цвікі, описуючи схоже спотворення свідомості, запропонував термін «ілюзія частотності» (frequency illusion). Сьогодні ці назви використовуються як взаємозамінні.

## Пояснення явища
Арнольд Цвікі припустив, що ілюзія частотності є результатом спільної дії двох когнітивних спотворень: селективної уваги (selective attention) і схильності до підтверджувального упередження (confirmation bias). Селективна (вибіркова) увага дозволяє свідомості відбирати для подальшої обробки пріоритетну інформацію, що має найбільший ступінь релевантності для конкретної ситуації, і відкидати решту маси інформації, яка не має на певний момент важливості. Схильність до підтвердження свого погляду є тенденцією віддавати перевагу інформації, яка відповідає думці, незалежно від її істинності. У цьому інформація найчастіше підбирається вибірково, інтерпретується упереджено та недостовірно фіксується у пам'яті. Таким чином, пріоритетність обробленої свідомістю нової інформації, підкріплена найчастіше ненавмисною упередженістю в оцінці повторних випадків її сприйняття, зумовлює виникнення феномена.
Відмінною рисою феномена Баадера-Майнгоф є те, що значна кількість згадок про конкретну інформацію й інтерес до неї в суспільстві насправді не є такими. Щодо частотної ілюзії подібна ситуація лише сприймається специфічно людиною, яка перебуває під впливом феномена. При виникненні стійкого підвищення інтересу суспільства або його частини до певного явища (наприклад, нове поняття, нова пісня, книга тощо) існує ймовірність того, що людина дізнається про це явище на початковому етапі або в розпал його популярності. Відповідно, кількість згадок про нього справді збільшуватиметься, що підтверджує реальність, а не ілюзорність сприйняття.

## Практична значущість феномену
У маркетингу ефект ілюзії частотності може застосовуватися для привертання уваги покупця до товару. Як показують дослідження, майстерне просування бренду та реклама товару з використанням різних каналів і методів (яскраві логотипи, аудіо- і відеоконтент, що запам'ятовується) здатні змусити потенційного покупця підсвідомо думати про пропозицію. Це, своєю чергою, зрештою може сприяти здійсненню покупки.
У медичній діагностиці та лікуванні ілюзія частотності може виявлятися таким чином: з одного боку, лікар, який нещодавно ознайомився з описом або конкретним прикладом певного захворювання, згодом схильний протягом деякого проміжку часу проводити додаткову діагностику, націлену на виявлення даного захворювання, за наявності характерних симптомів. З іншого боку, існує небезпека цілеспрямованого прагнення підтвердити очікуваний діагноз при ігноруванні альтернативних варіантів.
Феномен Баадера-Майнгоф може використовуватися в позитивному мисленні для формування усвідомленого мислення. З погляду концепції, поінформованість про тенденцію свідомості виділяти та підтверджувати важливу та релевантну інформацію дозволяє створювати та ефективно підтримувати патерни позитивного впливу мислення вичленуванням відповідних елементів із навколишньої дійсності.